# Leonaert Bramer
Leonaert Bramer, také Leendert nebo Leonard (24. prosince 1596 – pohřben 10. února 1674) byl nizozemský malíř. Je známý především svými žánrovými obrázky, maloval obrazy s náboženskými a historickými tématy, S oblibou zobrazoval nočních scény s exotickými detaily. Velmi plodný byl také jako návrhář. Maloval také fresky, což nebylo severně od Alp obvyklé. Fresky se nedochovaly, stejně jako nástěnné malby na plátně, z nichž existuje jen málo. Bramer je jednou z nejzajímavějších osobností v nizozemském umění 17. století.

## Život
Bramer se narodil v Delftách. V roce 1614, ve věku 18 let, se rozhodl cestovat. V roce 1616 dorazil přes francouzská města Arras či Atrecht, Amiens, Paříž, Aix- en-Provence (Aix, únor 1616), Marseille, italský Janov a Livorno do Říma. V Římě se stal jedním ze zakladatelů umělecké skupiny Bentvueghels. Dostal přezdívku Nestelghat (Neposeda). Žil s nizozemským malířem Wouterem Pietersz. Crabethem II. (1594 – kolem 18. června 1644). Dostal se do sporu s Claudem Lorrainem. Věnoval báseň malíři Wybrandem Simonsz. de Geestem z Fríska (16. srpna 1592 - kolem 1661). Bramer žil v Římě přerušovaně do října 1627, navštěvoval Mantovu a Benátky, často z důvodu dodávek či setkání s Domenicem Fettim. V Itálii Bramer získal přezdívku Leonardo della Notte (Leonardo noci). V roce 1628 se vrátil do Delftu, kde vstoupil do uměleckého spolku Cechu svatého Lukáše. V roce 1629 se stal členem schutterij – dobrovolné městské stráže nebo občanské milice ve středověkém a raném Nizozemsku, jejichž cílem bylo chránit město před útokem a jednat v případě vzpoury nebo požáru. Mezi jeho četnými patrony byli členové dynastie Nasavských, která hrála ústřední roli v politice a vládě Nizozemska. Jeho obrazy si ve velkém množství kupovali také přední měšťané, radní či soudci. Byl to všestranný umělec, navrhoval tapisérie pro firmy v Delftu, maloval nástěnné malby a stropy, z nichž některé jsou v iluzionistickém stylu. Vytvořil fresky v Domě občanské gardy, v blízkých místodržitelských palácích v Honselersdijku, Rijswijku a v paláci Prinsenhof v Delftu. Vzhledem k nizozemskému klimatu se nedochovaly. V roce 1648 Bramer odcestoval podruhé do Říma.

## Dílo
Svým malířským stylem se Leonaert Bramer přikláněl spíše k italské než holandské malbě. Vybíral si náměty mytologické, alegorické, historické či biblické scény (jako je Zapření sv. Petra, Rijksmuseum, Amsterdam). Jeho obrazy málokdy ukazují typické nizozemské motivy, jako jsou krajiny, zátiší, portréty či žánrové scény a jen zřídka maloval pastorální italské scény oblíbené u utrechtských caravaggistů. Jeho styl je nervózní, ale jeho technika, zvláště se světlem je úchvatná. Jeho práci ovlivnil Adam Elsheimer a Agostino Tassi. Po jeho smrti v roce 1649 byla jeho díla nabízena podle inzerátu v regionálních novinách Haarlems Dagblad v nizozemském Haarlemu k prodeji. Bylo to pravděpodobně zaviněno neutěšenou ekonomickou situací v Nizozemsku.
Text inzerátu:
May 3rd, 1674
Op Maendagh, den 7 Mey 1674. sal men tot Delft, op de St. Lucas Gilde-Kamer, verkoopen veel treffelijcke Schilderyen, en oock veel treffelijcke raere Kunst en Teyckeningen, soo op Paneel, Doeck als Kopere Platen, als oock verscheyde groote Boecken, vol Konst-werck: naergelaten van den vermaerden Schilder ende Teyckenaer Leendert Bramer Zal:.

Překlad:
V pondělí 7. května 1674 bude Cech sv. Lukáše v Delftu prodávat mnoho dobrých obrazů a dalšího dobrého a vzácného umění a kreseb na panelu, plátně a měděných deskách, stejně jako rozmanité velké knihy, plné uměleckých prací, zanechané velmi uznávaným malířem a kreslířem, zesnulým Leendertem Bramerem.

## Galerie

Leonaert Bramer
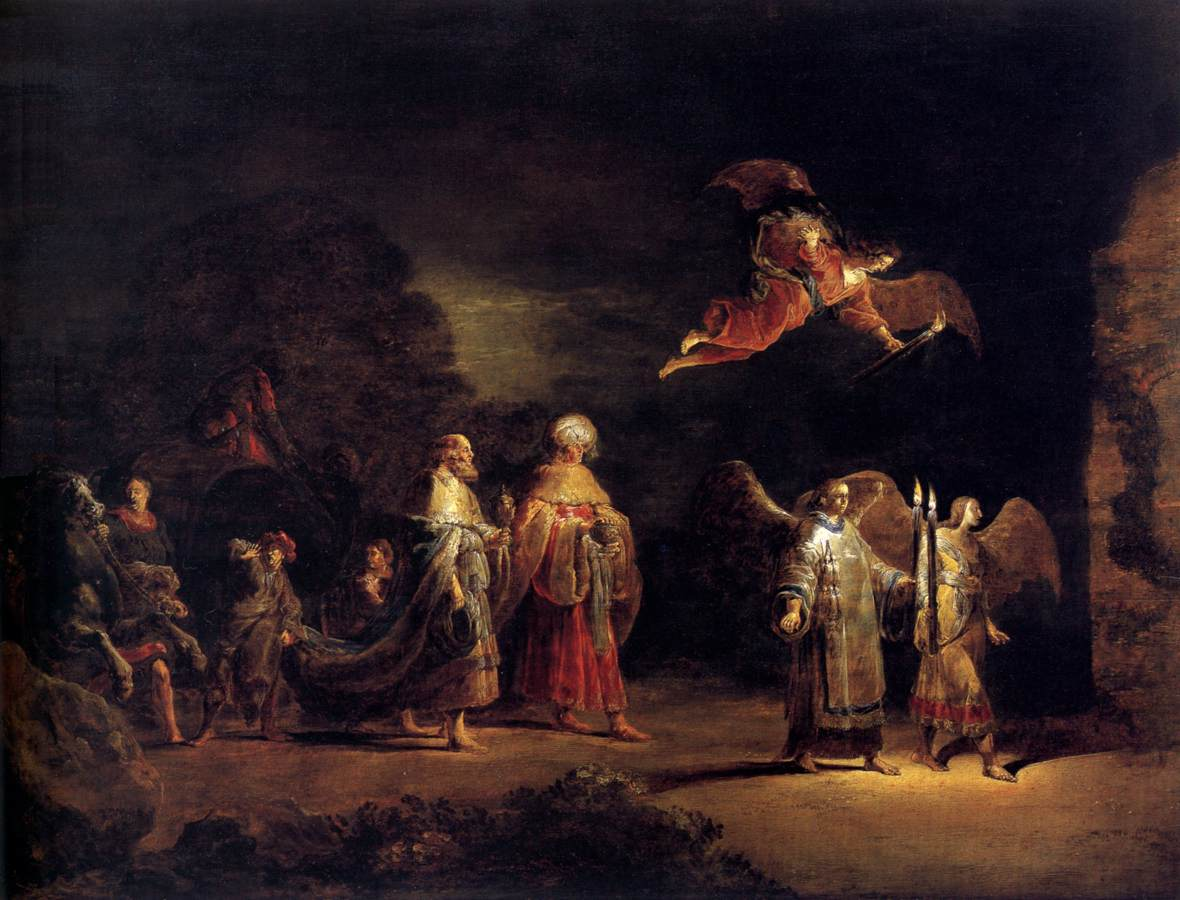
Mágové jdoucí do Betléma (The Magi going to Bethlehem), olej na dřevě, 79 cm × 107 cm, mezi 1638–1640
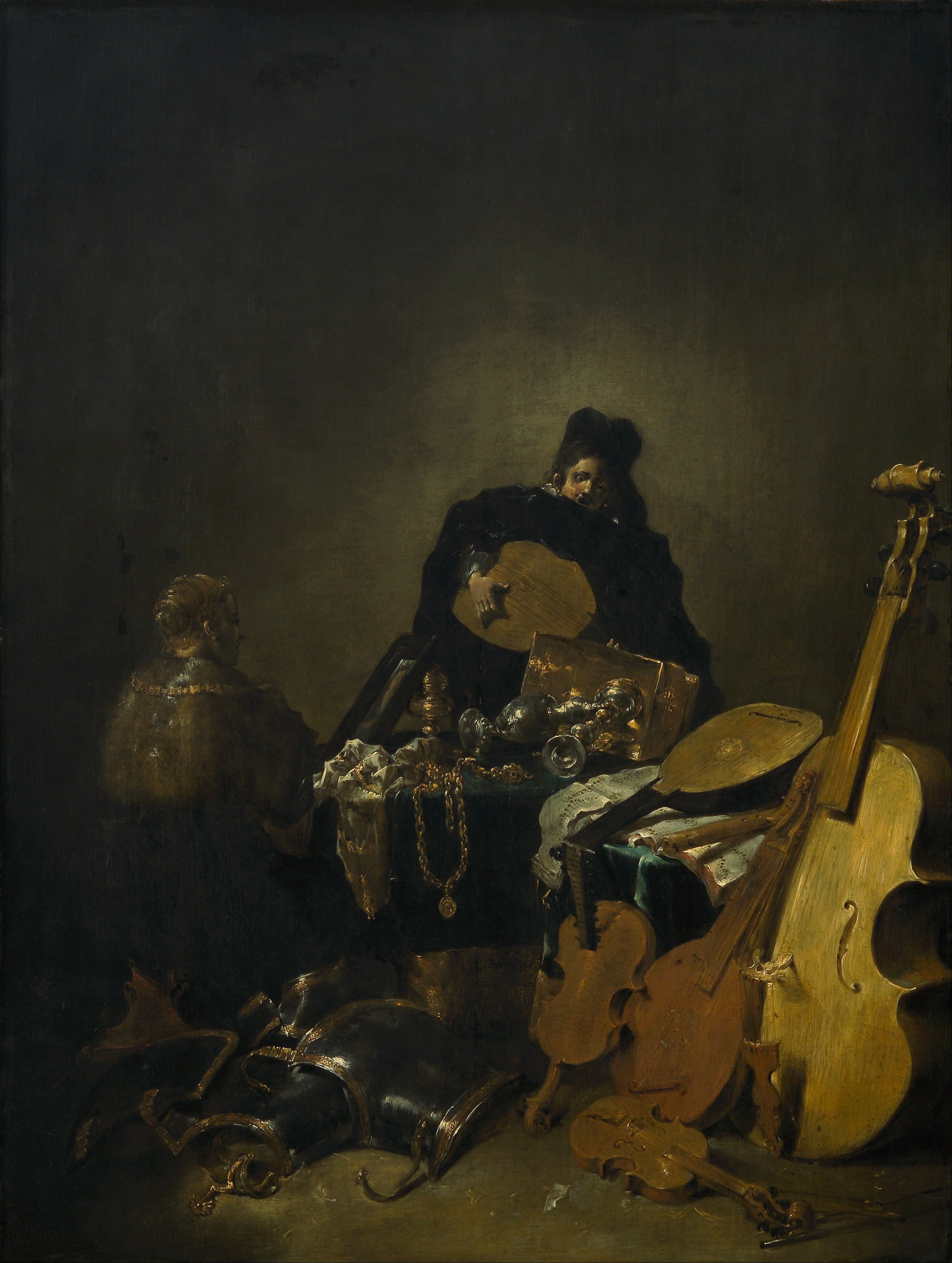
Allegorie marnivosti (Allegory of Vanity) 80 cm × 61,3 cm, mezi 1630–1650
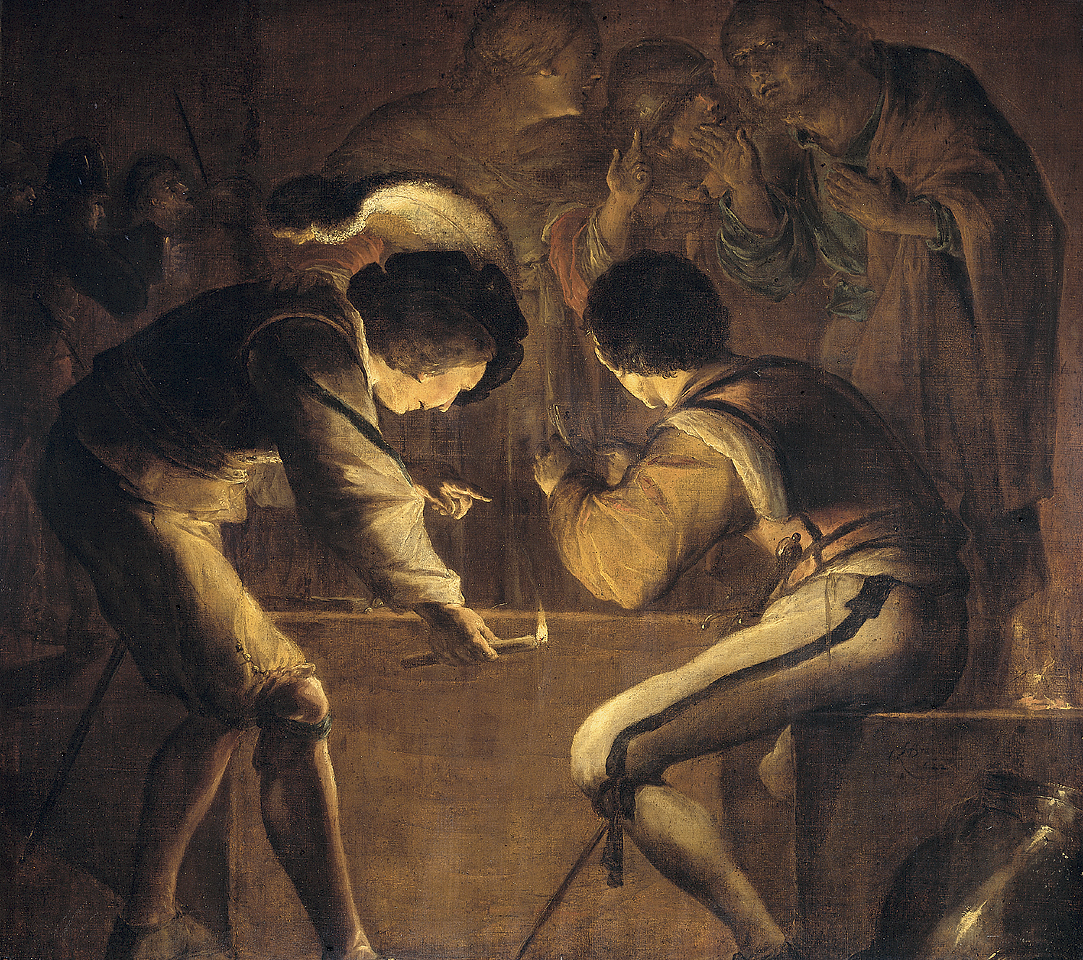
Zapření Sv. Petra (Denial of St. Peter), olej na plátně, 126 cm × 141 cm, rok 1642